# National Hockey Association 1912–13

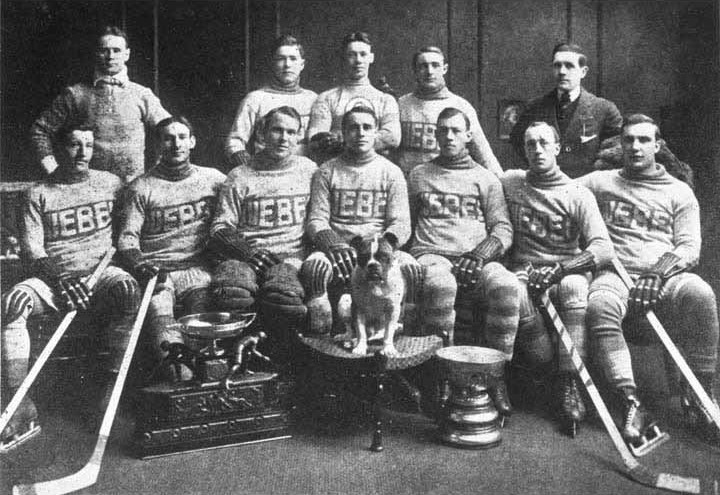
Quebec Bulldogs lag med Stanley Cup säsongen 1912–13. Översta raden, från vänster: Dave Beland, Billy Creighton, Walter Rooney, Jeff Malone, Mike Quinn. Främre raden, från vänster: Tommy Smith, Rusty Crawford, Paddy Moran, Joe Malone, Joe Hall, Jack Marks, Harry Mummery.

National Hockey Association 1912–13 var den fjärde säsongen av den professionella ishockeyligan National Hockey Association och spelades mellan 25 december 1912 och 5 mars 1913.

## Grundserie
Säsongen 1912–13 tillkom två nya lag från Toronto i Toronto Blueshirts och Toronto Tecumsehs vilket utökade ligan från fyra till sex lag. Lagen spelade 20 matcher var och de regerande Stanley Cup-mästarna Quebec Bulldogs upprepade segern från den föregående säsongen då de spelade ihop 32 poäng, 12 poäng före andraplacerade Montreal Wanderers. Quebec Bulldogs center Joe Malone gjorde 43 mål vilket var flest av alla spelare i ligan, tätt följd av lagkamraten Tommy Smith som gjorde 39 mål.
Harry Hyland, Newsy Lalonde och Don Smith var tillbaka i NHA efter en säsong i PCHA och slutade på tredje, delad fjärde och delad åttondeplats i målligan. Hyland gjorde åtta mål för Montreal Wanderers i en och samma match mot Quebec Bulldogs 25 januari 1913.
Quebec Bulldogs spelade efter grundseriens slut om Stanley Cup mot utmanarlaget Sydney Miners. Bulldogs vann dubbelmötet med siffrorna 14-3 och 6-2. Joe Malone gjorde nio mål i det första mötet mellan lagen och stod sedan över returmötet.

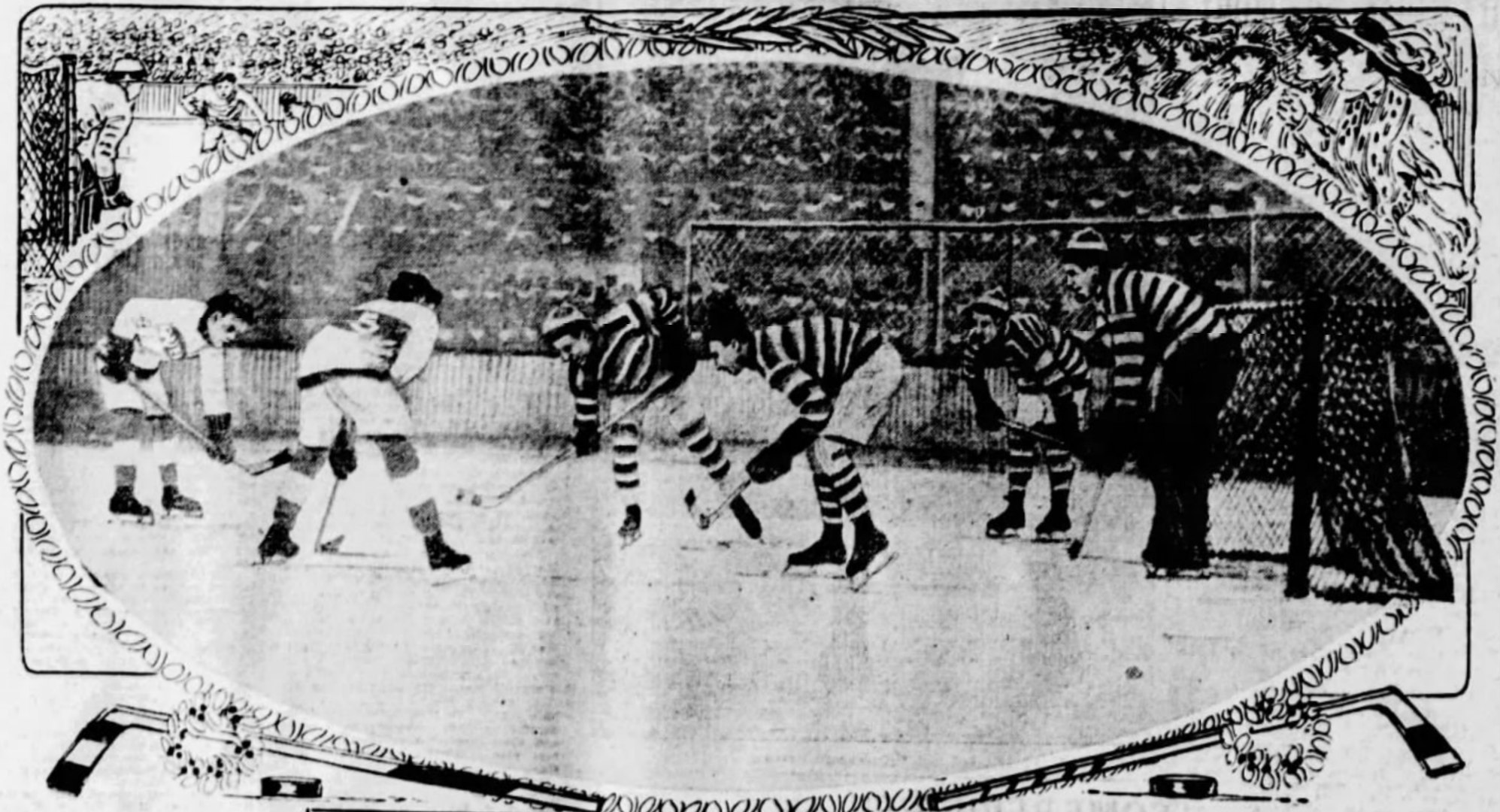
Match från 22 februari, 1913 mellan Quebec Bulldogs och Montreal Canadiens.

### Tabell
M = Matcher, V = Vinster, F = Förluster, O = Oavgjorda, GM = Gjorda mål, IM = Insläppta mål, P = Poäng
|                    | M  | V  | F  | O | GM  | IM | P  |
| ------------------ | -- | -- | -- | - | --- | -- | -- |
| Quebec Bulldogs    | 20 | 16 | 4  | 0 | 112 | 75 | 32 |
| Montreal Wanderers | 20 | 10 | 10 | 0 | 93  | 90 | 20 |
| Montreal Canadiens | 20 | 9  | 11 | 0 | 83  | 81 | 18 |
| Ottawa Senators    | 20 | 9  | 11 | 0 | 87  | 81 | 18 |
| Toronto Blueshirts | 20 | 9  | 11 | 0 | 86  | 95 | 18 |
| Toronto Tecumsehs  | 20 | 7  | 13 | 0 | 59  | 98 | 14 |

### Målvaktsstatistik
M = Matcher, V = Vinster, F = Förluster, O = Oavgjorda, SM = Spelade minuter, IM = Insläppta mål, N = Hållna nollor, GIM = Genomsnitt insläppta mål per match
|                 | Lag        | M  | V  | F  | O | SM   | IM | N | GIM  |
| --------------- | ---------- | -- | -- | -- | - | ---- | -- | - | ---- |
| Clint Benedict  | Ottawa     | 4  | 2  | 1  | 0 | 215  | 11 | 1 | 3.07 |
| Paddy Moran     | Quebec     | 20 | 16 | 4  | 0 | 1215 | 75 | 1 | 3.70 |
| Georges Vézina  | Canadiens  | 20 | 9  | 11 | 0 | 1217 | 81 | 1 | 3.99 |
| Art Boyce       | Wanderers  | 18 | 9  | 8  | 0 | 966  | 67 | 0 | 4.16 |
| Percy LeSueur   | Ottawa     | 18 | 7  | 10 | 0 | 994  | 70 | 0 | 4.23 |
| Harry Holmes    | Blueshirts | 15 | 6  | 7  | 0 | 779  | 58 | 1 | 4.47 |
| Billy Nicholson | Tecumsehs  | 20 | 7  | 13 | 0 | 1238 | 98 | 0 | 4.75 |
| Ray Marchand    | Blueshirts | 8  | 3  | 4  | 0 | 421  | 37 | 0 | 5.27 |
| Bert Cadotte    | Wanderers  | 6  | 1  | 2  | 0 | 234  | 23 | 0 | 5.90 |

Statistik från hockey-reference.com och justsportsstats.com

### Poängligan
|                 | Lag        | Matcher | Mål |
| --------------- | ---------- | ------- | --- |
| Joe Malone      | Quebec     | 20      | 43  |
| Tommy Smith     | Quebec     | 18      | 39  |
| Harry Hyland    | Wanderers  | 20      | 27  |
| Newsy Lalonde   | Canadiens  | 18      | 25  |
| Frank Nighbor   | Blueshirts | 19      | 25  |
| Didier Pitre    | Canadiens  | 17      | 24  |
| Harry Broadbent | Ottawa     | 20      | 20  |
| Scotty Davidson | Blueshirts | 20      | 19  |
| Don Smith       | Canadiens  | 20      | 19  |
| Odie Cleghorn   | Wanderers  | 19      | 18  |
| Skene Ronan     | Ottawa     | 20      | 18  |

Statistik från nhl.com och justsportsstats.com

## Slutspel

### Stanley Cup
| Datum   | Vinnande lag    | Mål | Förlorande lag | Mål |
| ------- | --------------- | --- | -------------- | --- |
| 8 mars  | Quebec Bulldogs | 14  | Sydney Miners  | 3   |
| 10 mars | Quebec Bulldogs | 6   | Sydney Miners  | 2   |